# 白永勲
白 永勲（ペク・ヨンフン、朝鮮語: 백영훈/白永勳、1930年7月20日 - 2023年10月16日）は、大韓民国の経済学者、教授、政治家。第9・10代韓国国会議員。
本貫は水原白氏。号は研岩（ヨナム、연암/硏岩）。キリスト教徒。

## 経歴
日本統治時代の全羅北道金堤郡月村面（現・金堤市）出身。高麗大学校商科大学、ソウル大学校商科大学大学院を経て、1956年冬に国費留学生として渡独し、ケルン大学、エアランゲン・ニュルンベルク大学大学院卒、経済学博士。帰国後は1959年から1976年まで中央大学校商科大学・経済学科教授、その他は経済学とドイツ語の人材として、丁来赫商工部長官特別補佐官、朴正煕大統領経済顧問、経済開発計画諮問委員会委員、財団法人韓国産業開発研究所設立者・所長、重化学工業推進委員会委員、中央大学校財団理事、地域均衡発展企画団諮問委員、中小企業政策委員会委員長、財団法人韓国防衛産業学会会長、財団法人韓国産業開発研究院院長、韓国秩序経済学会会長などを歴任した。特に5・16軍事クーデター後の経済難局を打破するために西ドイツへの鉱員と看護師の出稼ぎで西ドイツから借款を引き換えたことや、大統領の朴正煕が1964年に西ドイツ側の招請を受けて訪独した際に通訳を務めたこと、そして京釜高速道路の建設と国家産業団地の構築などが知られている。1970年代には統一主体国民会議から選出された維新政友会所属の国会議員を2期務めた。1982年からは韓国産業開発研究院院長を務めた。
2002年の国民勲章牡丹章、2003年のドイツ大十字勲章など、多数の受勲歴がある。著書も多く、『韓国の工業化と経済発展』の日本語訳は1975年に新評論より出版された。
2023年10月16日にソウル市内の病院で老衰により死去。享年93。